# 崔珣
崔珣（1431年—？年），字伯玉，山東東昌府堂邑縣人，明朝政治人物。

## 生平
民籍，治《易經》，由國子生中式山東鄉試第十五名舉人，天順元年丁丑科第三甲第一百五十一名進士。。

## 家族
曾祖崔具瞻；祖崔郁；父崔毅，知縣；母解氏。具慶下，妻高氏，行二，兄環。